# Бразил на Зимским олимпијским играма 2010.
Бразилу  је ово било шесто учешће на Зимским олимпијским играма. Бразил је на Зимским олимпијским играма 2010. у Ванкуверу представљало пет такмичара који је учествовали у три спорта.
Бразилски олимпијски тим је остао у групи екипа које нису освојиле ниједну медаљу.
Заставу Бразила на свечаном отварању Олимпијских игара 2010. носила је тачмичарка у сноубордингу Изабел Кларк Рибеиро.

## Учесници по спортовима
| Спорт           | Мушкарци | Жене | Укупно |
| --------------- | -------- | ---- | ------ |
| Алпско скијање  | 1        | 1    | 2      |
| Скијашко трчање | 1        | 1    | 2      |
| Сноубординг     | 0        | 1    | 1      |
| Укупно(3)       | 2        | 3    | 5      |

## Алпско скијање

### Мушкарци
| Такмичар      | Дисциплина | Резултати    | Резултати    | Резултати    | Резултати    | Резултати     |
| ------------- | ---------- | ------------ | ------------ | ------------ | ------------ | ------------- |
| Такмичар      | Дисциплина | 1. трка      | 2. трка      | Укупно       | Заостатак    | Пласман       |
| Јонатан Лонги | Слалом     | Није завршио | Није завршио | Није завршио | Није завршио | Није завршио  |
| Јонатан Лонги | Велеслалом | 1:24,76 (59) | 1:29,27 (56) | 2:54,03      | 16,20        | 56 / 81 (103) |

### Жене
| Такмичарка   | Дисциплина | Резултати     | Резултати     | Резултати     | Резултати     |               |
| Такмичарка   | Дисциплина | 1. трка       | 2. трка       | Укупно        | Заостатак     | Пласман/учес  |
| ------------ | ---------- | ------------- | ------------- | ------------- | ------------- | ------------- |
| Маја Харисон | Велеслалом | Није завршила | Није завршила | Није завршила | Није завршила | Није завршила |
| Маја Харисон | Слалом     | 1:01,18 (64)  | 1:00,49 (47)  | 2:01,67       | 18,78         | 48 / 55 (87)  |

## Скијашко трчање
Мушкарци
| Такмичар       | Дисциплина     | Финале  | Финале    | Финале       |
| Такмичар       | Дисциплина     | Време   | Заостатак | Место/учес.  |
| -------------- | -------------- | ------- | --------- | ------------ |
| Леандро Рибела | 15 км слободно | 43:36,2 | 9:59.9    | 90 / 95 (96) |

Жене
| Такмичарка       | Дисциплина     | Финале  | Финале    | Финале       |
| Такмичарка       | Дисциплина     | Време   | Заостатак | Место/учес.  |
| ---------------- | -------------- | ------- | --------- | ------------ |
| Jaqueline Mourão | 10 км слободно | 30:22,2 | 5:23,8    | 67 / 78 (78) |

## Сноубординг

### Жене
| Име                  | Дисциплина    | Квалификације | Квалификације | Квалификације         | Квалификације         | Осмина финала         | Осмина финала         | Четвртфинале          | Четвртфинале          | Полуфинале            | Полуфинале            | Финале                | Финале                | Пласман |
| Име                  | Дисциплина    | Резултат      | Пласман       | Резултат              | Пласман               | Резултат              | Пласман               | Резултат              | Пласман               | Резултат              | Пласман               | Резултат              | Пласман               | Пласман |
| -------------------- | ------------- | ------------- | ------------- | --------------------- | --------------------- | --------------------- | --------------------- | --------------------- | --------------------- | --------------------- | --------------------- | --------------------- | --------------------- | ------- |
| Изабел Кларк Рибеиро | Сноуборд крос | 1:41,10       | 19 / 24       | Није се квалификовала | Није се квалификовала | Није се квалификовала | Није се квалификовала | Није се квалификовала | Није се квалификовала | Није се квалификовала | Није се квалификовала | Није се квалификовала | Није се квалификовала | 19 / 24 |